# Mars Orbiter Camera

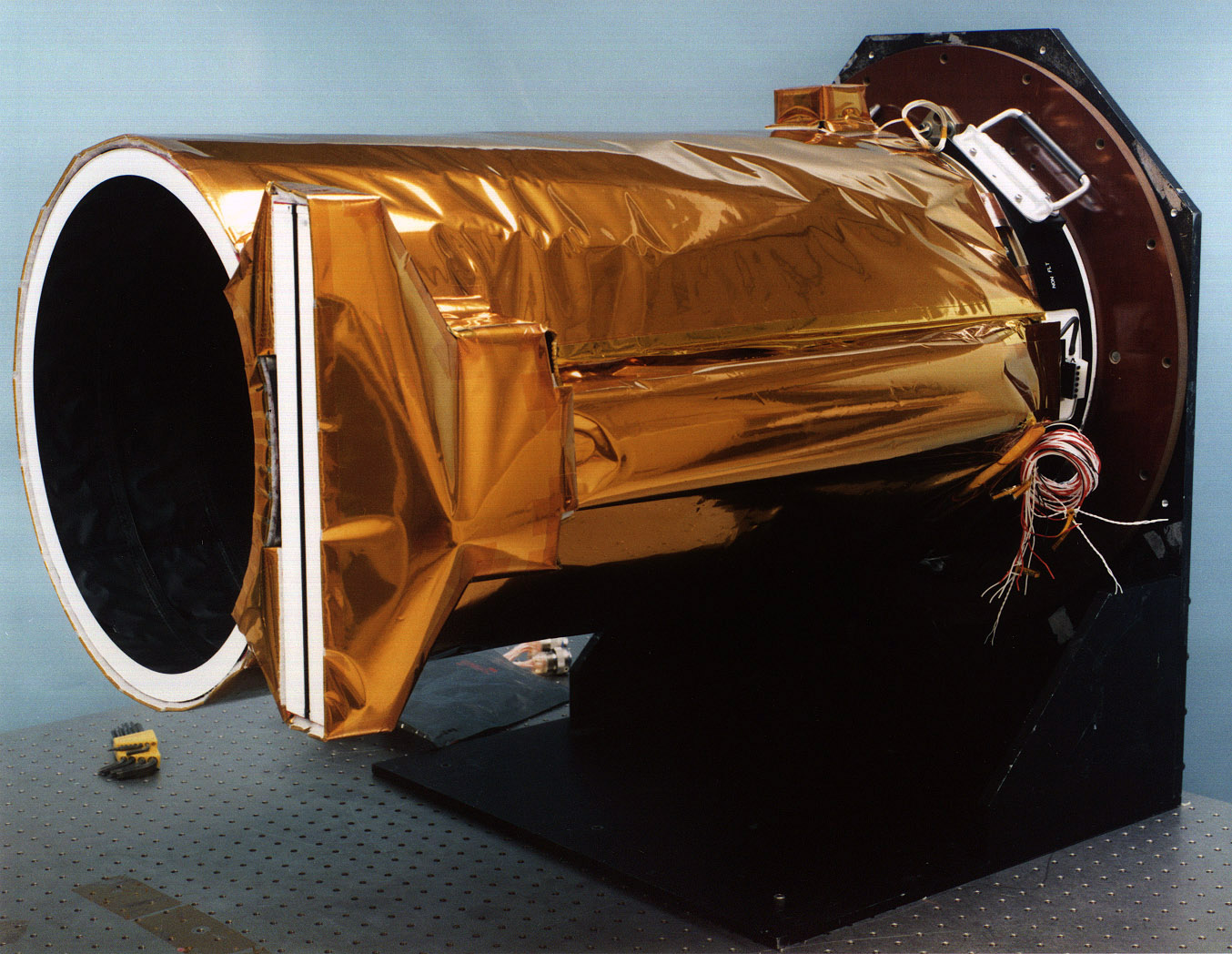
Mars Orbiter Camera byla na orbitu kolem Marsu mezi lety 1997 a 2006, kamery s úzkým úhlem záběru jsou uvnitř cylindru, dvě širokoúhlé kamery jsou vpředu

Mars Observer Camera a Mars Orbiter Camera (MOC) byly vědecké přístroje na palubě umístěné na planetárních sondách americké NASA Mars Global Surveyor (MGS) a Mars Observer. Pracovaly jako fotografické kamery pro širokoúhlé i detailní snímky, které pro společnost NASA postavila firma Malin Space Science Systems (MSSS). Náklady na celý vědecký výzkumný projekt MOC byly asi o 44 milionů USD vyšší, než se předpokládalo v rozpočtu. Sonda Mars Global Surveyor byla vytvořena ve spolupráci s Jet Propulsion Laboratory (JPL), vypuštěna v listopadu 1996 a oběžné dráhy Marsu dosáhla v září 1997. Svou primární misi dokončila v lednu 2001.

## Historie
Zařízení se původně jmenovalo Mars Observer Camera a bylo v roce 1986 vybráno společností NASA pro misi Mars Observer, ale na Zem se před ztrátou kosmické sondy v roce 1993 vrátily pouze tři snímky planety Mars. Druhá kamera ze stejnou specifikací bylo přejmenována na Mars Orbiter Camera (MOC) a byla postavena (s pomocí California Institute of Technology) a zprovozněna na palubě sondy Mars Global Surveyor (MGS) v roce 1996. Fotografická kamera na Zem poslala 243 668 snímků pořízených z oběžné dráhy Marsu; v roce 2006 bylo se sondou ztraceno spojení. Kamera Mars Orbiter Camera byla obsluhována jejím výrobcem Malin Space Science Systems, z jejich základny v kalifornském San Diegu. Od roku 1998 kamera pořizovala také detailní obrázky povrchu obou měsíců Marsu.
Fotografická kamera disponuje rozlišením až 0,5 metru na pixel. Takového rozlišení je dosahováno speciální technikou s pomocí rotace sondy, běžné rozlišení je 1,5 m/pixel.

## Galerie

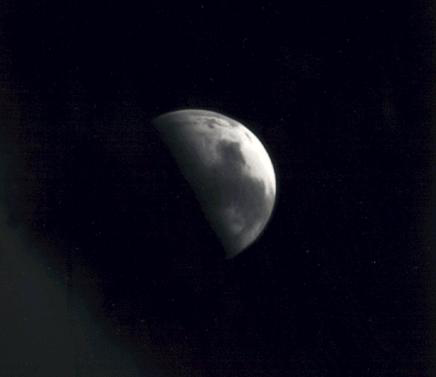
Mars Observer Camera: Pohled na Mars před ztrátou kontaktu
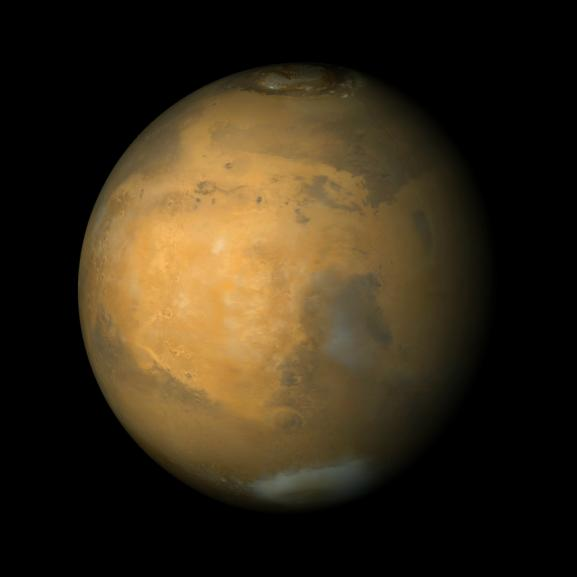
Mars Orbiter Camera: Pohled na Mars v rozšířených barvách, uprostřed Arabia Terra (světlá oblast)
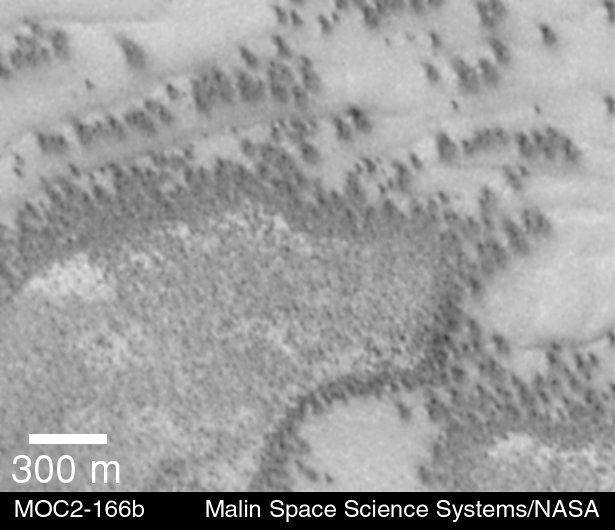
Mars Orbiter Camera: Marsické polární duny, 21. července 1999
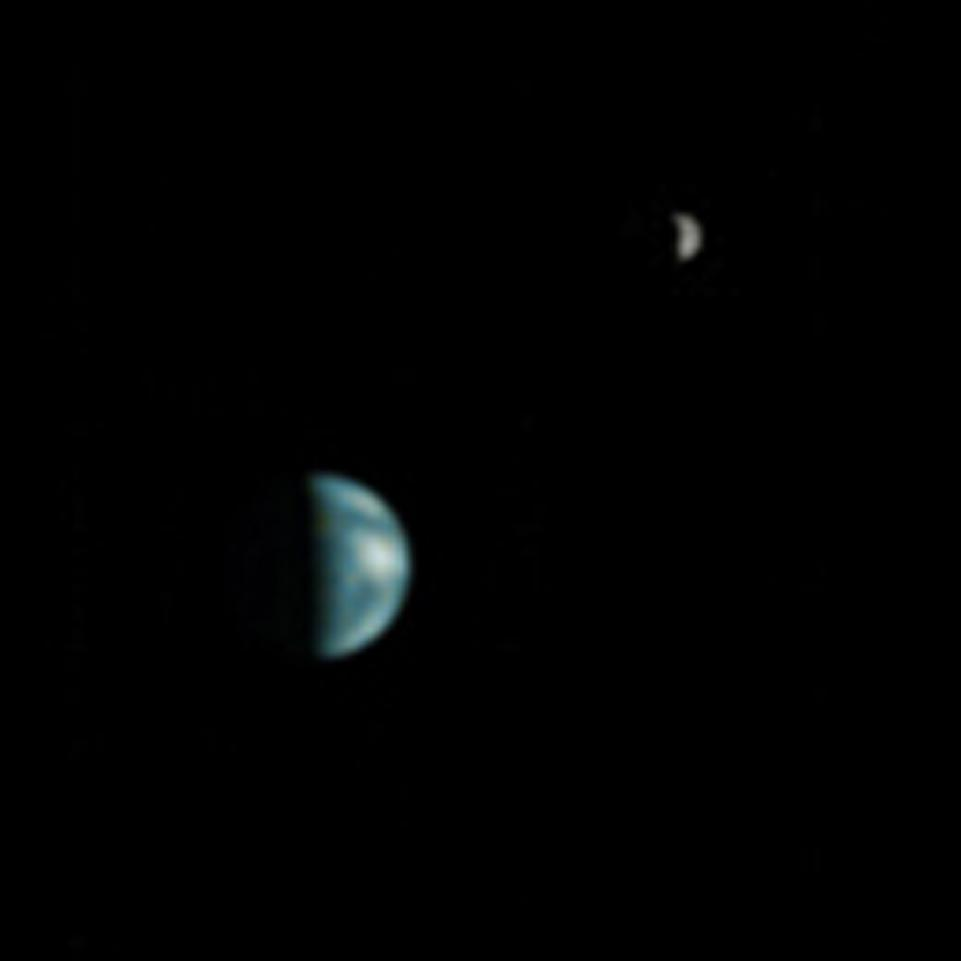
Země a Měsíc z Marsu
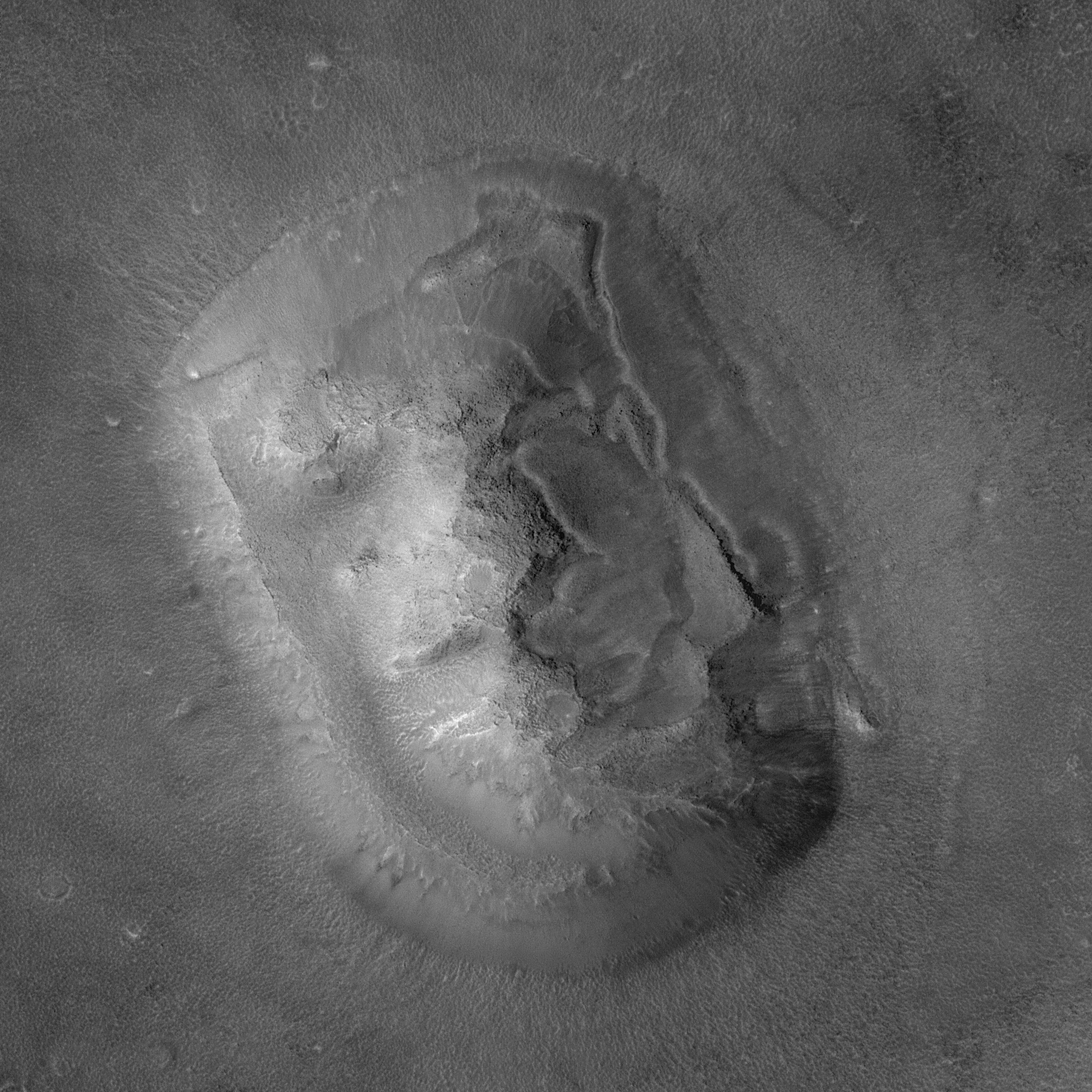
Marsická tvář